# Šendžij
Šendžij (in lingua russa Шенджий) è un centro abitato dell'Adighezia, situato nel Tachtamukajskij rajon. La popolazione era di 1.951 abitanti al dicembre 2018. Ci sono 33 strade.